# Emma Talmi
Emma Talmi (hebr.: אמה תלמי, ur. 25 kwietnia 1905 w Warszawie, zm. 6 czerwca 2004) – izraelska polityk, w latach 1955–1969 poseł do Knesetu.
W wyborach parlamentarnych w 1955 po raz pierwszy dostała się do izraelskiego parlamentu. Zasiadała w Knesetach III, IV, V i VI kadencji.
Jej mężem był Me’ir Talmi poseł do Knesetu VIII i IX kadencji z listy Koalicji Pracy.